# Adiantum tetragonum
Adiantum tetragonum är en kantbräkenväxtart som beskrevs av Heinrich Adolph Schrader. Adiantum tetragonum ingår i släktet Adiantum och familjen Pteridaceae. Inga underarter finns listade.